# Porta Soprana

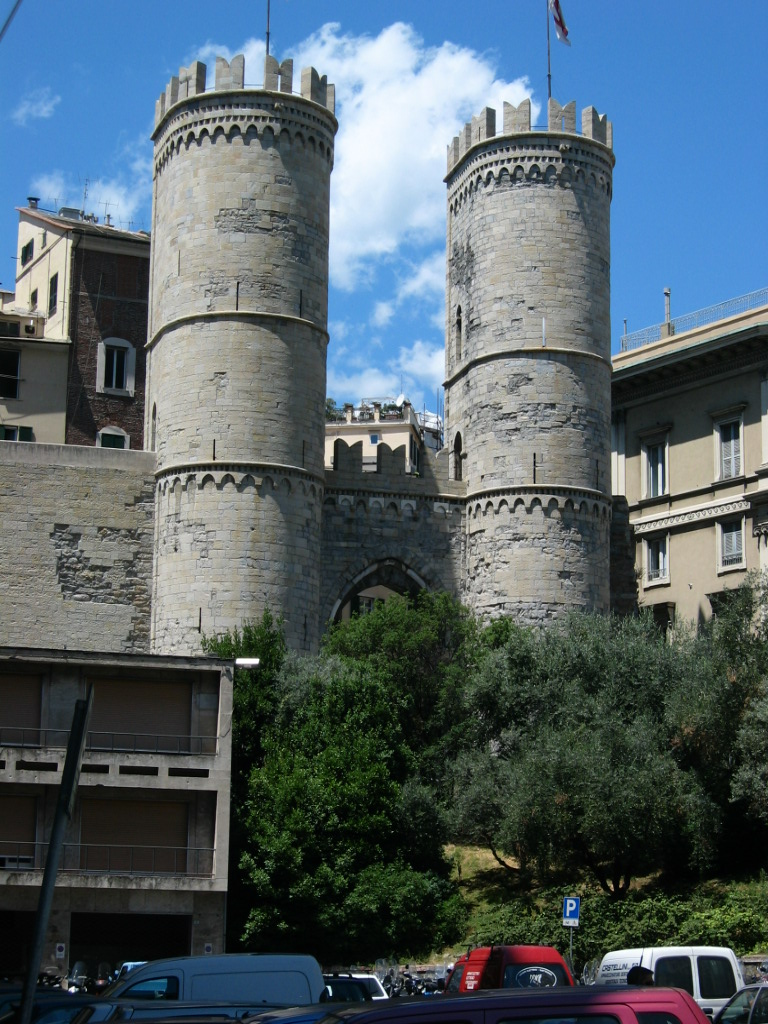
Genua, Porta Soprana

Die Porta Soprana war ehemals ein Stadttor der italienischen Hafenstadt Genua. Sie zählt zu den wichtigsten noch erhaltenen Bauten des Mittelalters in der Stadt und befindet sich auf dem höchsten Punkt der Sant’Andrea-Ebene. In unmittelbarer Nähe liegt das historische Stadtviertel Ravecca, das ehemalige Oppidum im heutigen Zentrum der ligurischen Hauptstadt.
Ebenfalls nah am Stadttor gelegen ist das mutmaßliche Geburtshaus von Christoph Kolumbus.

## Geschichte
Im 14. Jahrhundert wurde das bisher peripher gelegene Stadttor städtebautechnisch verschluckt. Auf dem Torbogen zwischen den beiden Wachtürmen wurde ein einstöckiges Haus errichtet (im 18. Jahrhundert wurde ein zweites Stockwerk hinzugefügt), in dem der Sohn des Chares Henri Sanson (dem Henker von Ludwig XVI.) lebte.
Die zwei Türme wurden im 18. Jahrhundert, wie auch das nahegelegene Kloster Sant’Andrea (das Gefängnis della Torre), zu Kerkern umgebaut. Die Wohnungen des Wachpersonals befand sich ebenfalls in ihnen.
Gegen Ende des Jahrhunderts war die Porta Soprana zu einer Anhäufung unterschiedlicher Gebäude reduziert. 1890 wurde unter der Leitung von dem Architekten und Superintendanten für die Schönen Künste Alfredo d’Andrade mit den Restaurierungsarbeiten begonnen. In diesem Zusammenhang wurde auch der nördliche Turm mit seinem Torbogen wiederhergestellt. Bei den Arbeiten wurden ebenfalls die Kapitellen mit dem römischen Adler restauriert.
Der südliche Turm blieb hingegen bis 1930 in ein Wohnhaus integriert. Mit dem Abriss des Stadtviertels Ponticello wurde seine Struktur unter der Leitung von Orlando Grosso restauriert.